# Клейтон (округ Кроуфорд, Вісконсин)
Клейтон (англ. Clayton) — місто (англ. town) в США, в окрузі Кроуфорд штату Вісконсин. Населення — 1052 особи (2020).

## Демографія
Згідно з переписом 2010 року, у місті мешкало 958 осіб у 389 домогосподарствах у складі 291 родини. Було 574 помешкання
Расовий склад населення:
| - 98,5 % — білих - 0,1 % — корінних американців - 0,1 % — чорних або афроамериканців |

До двох чи більше рас належало 0,8 %. Частка іспаномовних становила 1,8 % від усіх жителів.
За віковим діапазоном населення розподілялося таким чином: 23,9 % — особи молодші 18 років, 59,9 % — особи у віці 18—64 років, 16,2 % — особи у віці 65 років та старші. Медіана віку мешканця становила 46,6 року. На 100 осіб жіночої статі у місті припадало 100,4 чоловіків;  на 100 жінок у віці від 18 років та старших — 111,3 чоловіків також старших 18 років.
Середній дохід на одне домашнє господарство  становив 78 838 доларів США (медіана — 60 833), а середній дохід на одну сім'ю — 87 873 долари (медіана — 66 528). Медіана доходів становила 40 625 доларів для чоловіків та 28 929 доларів для жінок. За межею бідності перебувало 15,0 % осіб, у тому числі 27,9 % дітей у віці до 18 років та 11,9 % осіб у віці 65 років та старших.
Цивільне працевлаштоване населення становило 475 осіб. Основні галузі зайнятості: освіта, охорона здоров'я та соціальна допомога — 23,6 %, виробництво — 13,3 %, будівництво — 13,3 %.